# Over Each Other
Over Each Other è un singolo del gruppo musicale statunitense Linkin Park, pubblicato il 24 ottobre 2024 come terzo estratto dall'ottavo album in studio From Zero.

## Video musicale
Il video, diffuso nello stesso giorno, è stato diretto da Joe Hahn e girato a Seul a settembre 2024, pochi giorni dopo il concerto tenuto dal gruppo nella capitale sudcoreana. Esso ha come protagonista una coppia (interpretata dalla cantante Emily Armstrong e dall'attrice Kong Seong-Ha) che, a seguito di una lite, va a fare un giro in macchina finendo poco tempo dopo in una scarpata.

## Tracce
Testi e musiche dei Linkin Park, Jon Green e Matias Mora.
1. Over Each Other – 2:51

## Formazione
Hanno partecipato alle registrazioni, secondo le note di copertina di From Zero:
Gruppo
- Emily Armstrong – voce
- Colin Brittain – batteria
- Brad Delson – chitarra, pianoforte
- Phoenix – basso
- Joe Hahn – giradischi, campionatore, programmazione
- Mike Shinoda – voce, chitarra, tastiera, campionatore, programmazione

Produzione
- Mike Shinoda – produzione, ingegneria del suono
- Colin Brittain – coproduzione
- Brad Delson – coproduzione
- Matias Mora – produzione aggiuntiva
- Ethan Mates – ingegneria del suono
- Neal Avron – missaggio
- Scott Skrzynski – assistenza al missaggio
- Emerson Mancini – mastering

## Classifiche
| Classifica (2024)                | Posizione massima |
| -------------------------------- | ----------------- |
| Austria                          | 9                 |
| Canada                           | 86                |
| Germania                         | 11                |
| Regno Unito                      | 57                |
| Stati Uniti (alternative)        | 12                |
| Stati Uniti (hard rock)          | 3                 |
| Stati Uniti (rock)               | 19                |
| Stati Uniti (rock & alternative) | 24                |
| Svizzera                         | 15                |